# Fort Rupel
Pour les articles homonymes, voir Rupel (homonymie).
Le fort Rupel ou Roupel est un ouvrage militaire défendant les gorges homonymes, situé près de la ville de Sidirókastro, dans le Nord de la Grèce.

## Géographie
Les gorges de Roupel sont une passe située entre les monts Belassitsa à l'ouest, et des montagnes du sud des Rhodopes à l'est, qu'emprunte le fleuve Strymon. Elles sont une des rares voies de communication entre la plaine du Strymon au sud, et les territoires de la Bulgarie et de l'est de la République de Macédoine, et constituent donc un passage stratégique important.

## Historique
Placé près de la nouvelle frontière gréco-bulgare, le fort est édifié au lendemain de la deuxième guerre balkanique, en 1914. Des fortifications annexes comme Fort Karatas couvrent ses flancs.
Pendant la Première Guerre mondiale, le fort est pris par les troupes bulgares en mai 1916 avant d’être repris l’année suivante. Durant la Seconde Guerre mondiale, le fort est envahi par les Allemands (et leurs alliés) durant la campagne de Grèce puis libéré en 1944.
Aujourd’hui, le fort Rupel est un petit musée, seulement ouvert lors de l’anniversaire de la prise du fort, entre le 6 et le 9 avril de chaque année.